# Kloster Heiligkreuz (Cham)
Das Kloster Heiligkreuz beherbergt den Orden der Olivetaner-Benediktinerinnen bei Cham, Heiligkreuzstrasse 1, im Kanton Zug in der Schweiz.

## Geschichte
Das Kloster wurde 1830 als Schule für arme Landmädchen in Baldegg durch den Priester Josef Blum gegründet.